# Maija Kovalevska
Maija Kovalevska (21. september 1979 i Riga i Lettiske SSR) er en lettisk sopran-operasanger. Hun studerede hos den italienske sopran Mirella Freni.
Kovalevska steg til international berømmelse i 2006 efter at have vundet Operalia, der dømtes af Plácido Domingo. Hun havde sin Metropolitan Opera-debut i 2006, først i stjernerollen som som Mimi i Puccinis La Bohème under ledelse af Domingo, og senere som Eurydike i Glucks Orfeus og Eurydike. I 2011 medvirkede hun som Michaela i Royal Opera Houses 3D-filmproduktion af Bizets Carmen.